# Unternehmen Nordwind
1944: Overlord · Dragoon · Mons · Market Garden · Scheldemündung · Aachen · Hürtgenwald · Queen · Elsass-Lothringen · Ardennen
1945: Nordwind · Bodenplatte · Blackcock · Colmar · Veritable · Grenade · Blockbuster · Lumberjack · Undertone · Plunder · Flashpoint · Aschaffenburg · Würzburg · Ruhrkessel · Friesoythe · Nürnberg
Das Unternehmen Nordwind war der Deckname einer deutschen Militäroperation im Zweiten Weltkrieg und die letzte Offensive deutscher Streitkräfte an der Westfront, in deren Rahmen vom 31. Dezember 1944 bis zum 25. Januar 1945 Kampfhandlungen im Elsass und in Lothringen stattfanden. Obwohl das Unternehmen zu politischen Spannungen zwischen den USA und Frankreich führte, die als Straßburger Kontroverse bezeichnet werden, gehört es zu den weniger bekannten und teilweise sogar falsch dargestellten Großoperationen des Zweiten Weltkrieges; in der öffentlichen Wahrnehmung dominieren die gleichzeitigen Kämpfe in den Ardennen, im Hürtgenwald sowie an der Ostfront an Weichsel und Oder.
Zeitweilig als Alternative zur Ardennenoffensive oder auch zu ihrer Unterstützung geplant, wurde das Unternehmen begonnen, als die dortigen Angriffe längst zum Stehen gekommen waren. Während deutsche Truppen die Ardennen bereits weitgehend wieder geräumt hatten und die sowjetischen Truppen vor der Einnahme Warschaus und kurz vor ihren ersten Erfolgen in Ostpreußen standen, erreichten die Kämpfe im Elsass mit dem Einsatz weiterer deutscher Divisionen ihren Höhepunkt. Ein wesentlicher Teil der Kampfhandlungen fand vom 8. bis zum 20. Januar 1945 im Raum zwischen Hagenau und Weißenburg statt, wenngleich Kämpfe am Vogesenkamm und um einen neugebildeten Brückenkopf am Oberrhein die Ereignisse deutlich stärker bestimmten. Die Schlacht endete nach dem Rückzug der amerikanischen Truppen auf die Moder-Linie nahe Hagenau und ihrem Abwehrerfolg gegen die letzten deutschen Angriffe am 25. Januar.
Im Gegensatz zur vor allem durch Treibstoffmangel behinderten Ardennenoffensive gelten unzureichende Artillerieunterstützung, ungenügende Aufklärung und vor allem Personalmangel sowie hartnäckiger alliierter Widerstand als entscheidende Gründe für das Scheitern von Nordwind. Die in diesem Frontabschnitt eingesetzten, durch die vorangegangenen Rückzugskämpfe geschwächten Verbände wurden nur unzureichend personell aufgefrischt – ein Manko, das erst verspätet durch den Einsatz von Reserven kompensiert wurde. Die operative Führung wurde zusätzlich dadurch erschwert, dass der Operationsraum nicht allein im Bereich der Heeresgruppe G lag, sondern zwischen ihr und der neu gebildeten Heeresgruppe Oberrhein unter dem Kommando von Heinrich Himmler (Reichsführer SS) aufgeteilt war.

## Ausgangslage
Am 12. November 1944 trat die 6. US-Heeresgruppe, bestehend aus der 7. US-Armee und der französischen 1. Armee, im Zusammenwirken mit der 3. US-Armee zur Offensive beiderseits der Vogesen an. Die alliierten Armeen durchbrachen die Zaberner Steige und die burgundische Pforte und erreichten den Oberrhein am 19. November bei Mülhausen und am 23. November bei Straßburg. Auf ausdrücklichen Befehl Dwight D. Eisenhowers überschritten die alliierten Verbände den Rhein nicht, sondern drehten nach Norden ein. Anfang bis Mitte Dezember hatten sie die deutsche 1. Armee weitestgehend aus dem Unterelsass nach Norden zurückgedrängt und Teile der 19. Armee im Brückenkopf Elsass umfasst. Letztere wurde am 2. Dezember 1944 aus der Heeresgruppe G herausgenommen und in die neu gebildete Heeresgruppe Oberrhein überführt, deren Oberbefehl Heinrich Himmler am 10. Dezember erhielt und die direkt dem Führerhauptquartier unterstand. Ende Dezember 1944 kam nach Anfangserfolgen die deutsche Ardennenoffensive zum Stehen (siehe Belagerung von Bastogne). Um Kräfte für einen amerikanischen Gegenangriff in den Ardennen freizumachen, übernahm die 7. US-Armee große Teile des Frontabschnittes der 3. US-Armee im Unterelsass und in Lothringen, der damit zum schwächsten Abschnitt der amerikanischen Front wurde. Andererseits standen dem Oberbefehlshaber West noch mehrere, ab Mitte Januar 1945 einsetzbare Divisionen als Reserve zur Verfügung.

## Deutsche Planungen
Nachdem die Ardennenoffensive eine Verschiebung größerer Verbände der 3. US-Armee nach Norden notwendig gemacht hatte, fasste der Stab des Oberbefehlshabers West unter Generalfeldmarschall Gerd von Rundstedt den Entschluss, die damit entstandene Schwächung des Gegners im Elsass auszunutzen. Durch die Räumung der amerikanischen Brückenköpfe an der Saar zuversichtlich gestimmt, befahl von Rundstedt dem Oberkommando der Heeresgruppe G am 21. Dezember 1944, örtliche Vorstöße einzuleiten und Vorkehrungen für einen Angriff zur Rückeroberung der Zaberner Steige zu treffen.
Für diesen Angriff wurden drei Optionen mit aufgelisteten Vor- und Nachteilen entwickelt:
| westlich der Vogesen | entlang des Vogesenkammes | ostwärtig der Vogesen |
| --- | --- | --- |
| + gut ausgebautes Straßen- und Wegenetz + Schutz der rechten Flanke durch die Saar − hohe Wahrscheinlichkeit alliierter Luftangriffe wegen des offenen Geländes − erhebliche Umgliederung der Kräfte erforderlich | + Schutz durch hügeliges und bewaldetes Gelände + Befestigungsanlagen der Maginot-Linie noch in deutscher Hand − schwach ausgebautes Straßen- und Wegenetz − panzerhemmendes Gelände | + gut ausgebautes Straßen- und Wegenetz − Befestigungsanlagen der Maginot-Linie in amerikanischer Hand − gute Verteidigungsmöglichkeiten im Heiligen Forst − Minenfelder |

Nach der Billigung des Vorstoßes entlang des Vogesenkammes durch von Rundstedt und Generaloberst Johannes Blaskowitz (Oberbefehlshaber der Heeresgruppe G) befahl Hitler, den westlichen Vorstoß unterstützend, den Hauptstoß mit mindestens zwei Panzer- und drei Infanterie-Divisionen durchzuführen. Er hatte angesichts der Witterungsbedingungen in den Vogesen (es war ein sehr kalter Winter) Zweifel an der Durchhaltefähigkeit der Truppe. Von Rundstedt änderte seine Befehle in diesem Sinne noch am 22. Dezember ab.

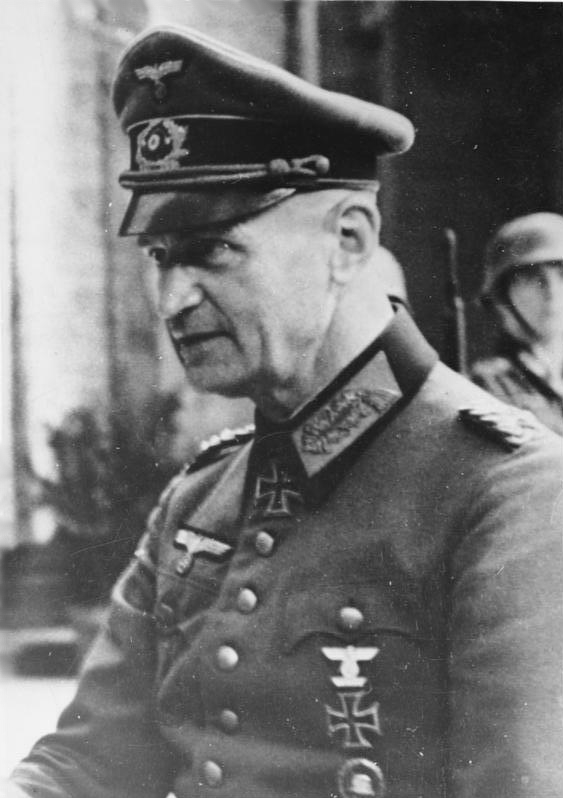
Generaloberst Johannes Blaskowitz, Oberbefehlshaber der Heeresgruppe G (1944)

Tatsächlich musste nur diese Feinplanung vorgenommen werden, denn bereits im Oktober 1944 hatte der Wehrmachtführungsstab Studien für eine Gegenoffensive im Elsass entwickelt. Eine solche Offensive war am 17. und 25. November als Angriff in die Flanke der möglicherweise über den Rhein stoßenden alliierten Kräfte erwogen worden und letztlich zugunsten des Angriffs in den Ardennen verworfen worden. Nun konnte man auf diese Studien zurückgreifen. In einer Besprechung mit Blaskowitz wurden am 24. Dezember die Ziele der Operation festgelegt. Mit der Zaberner Steige zwischen Pfalzburg und Zabern sollten die Verbindungslinien der im nördlichen Elsass stehenden alliierten Kräfte abgeschnitten und Letztere zerschlagen werden. Anschließend sollte durch einen Vorstoß nach Süden die Verbindung zur 19. Armee hergestellt werden. Zu diesem Zweck wurden im Bereich der 1. Armee unter General der Infanterie Hans von Obstfelder zwei Stoßgruppierungen gebildet. Die erste – bestehend aus dem XIII. SS-Armeekorps (zwei Volksgrenadier- und eine SS-Panzergrenadier-Division) – sollte östlich der Blies die alliierten Linien bei Rohrbach durchbrechen und dann gemeinsam mit der zweiten Gruppe in Richtung Pfalzburg antreten. Die zweite Gruppe – bestehend aus dem LXXXX. Armeekorps (zwei Volksgrenadier-Divisionen) und LXXXIX. Armeekorps (drei Infanterie- bzw. Volksgrenadier-Divisionen) – sollte aus dem Raum östlich von Bitsch in mehreren Stoßkeilen angreifen und danach mit der ersten Gruppe zusammenwirken. Je nach Entwicklung der Lage sollte die Offensive dann entweder östlich oder westlich der Vogesen in Richtung der Linie Pfalzburg–Zabern erfolgen.
Um einen Durchbruch ausnutzen zu können, wurden die 25. Panzergrenadier-Division sowie die 21. Panzer-Division in der Armee-Reserve gehalten. In der offiziellen Sprachregelung vom 25. Dezember 1944 wurde der Operation der Deckname „Unternehmen Nordwind“ zugewiesen.

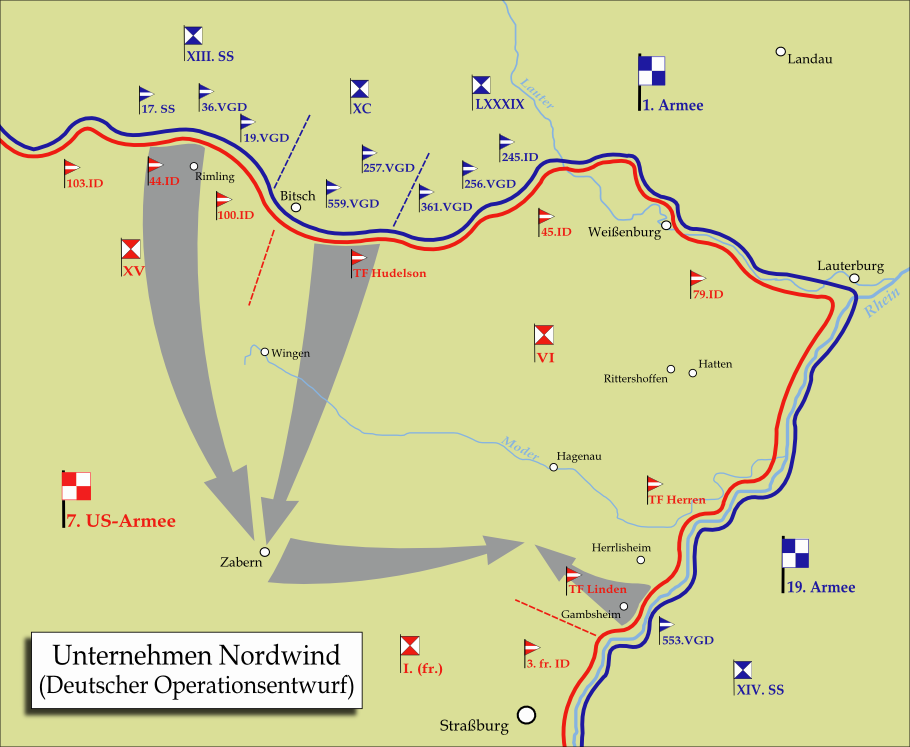
Skizze des ursprünglichen Operationsentwurfes

In die Planungen war am 23. Dezember 1944 auch die südliche Heeresgruppe Oberrhein einbezogen worden, die unter dem Oberbefehl des Reichsführers SS Heinrich Himmler stand. Sie wurde gebeten, durch Stoßtruppunternehmen und die Bildung von Brückenköpfen über den Rhein nördlich und südlich von Straßburg die gegnerischen Kräfte dort zu binden. Zeitweilig wurde auch erwogen, mit Teilen der 19. Armee auf Molsheim westlich von Straßburg vorzustoßen, wodurch auch die zweite, kleinere Verbindungslinie der Alliierten im Unterelsass gekappt worden wäre. Nachdem Hitler am 27. Dezember 1944 den Beginn der Offensive auf den 31. Dezember um 23 Uhr festgelegt hatte, erhielt die Heeresgruppe ihre endgültigen Aufträge. Sie sollte erst angreifen, wenn die Verbände der 1. Armee die Ostausgänge der Vogesen zwischen Ingweiler und Zabern in Besitz genommen hätten. Ihre Divisionen hatten die Aufgabe, die gegnerische Front nördlich von Straßburg zu durchbrechen und sich im Raum Hagenau–Brumath mit der 1. Armee zu vereinigen. Die Ausführung dieser zunächst nebensächlichen Operationen oblag der 19. Armee unter General der Infanterie Siegfried Rasp. Diese plante neben kleineren Vorstößen in Bataillonsstärke aus dem Brückenkopf Elsass vor allem den Angriff der 553. Volksgrenadier-Division bei Gambsheim über den Rhein.
Nach dem Abschluss der Zerschlagung der alliierten Kräfte im Unterelsass war als Folgeoperation das Unternehmen Zahnarzt vorgesehen, ein Vorstoß in die Flanke der 3. US-Armee.

## Hitlers Absicht
Hitler verband mit dem „Unternehmen Nordwind“ nicht nur die Aussicht auf einen weiteren Teilerfolg an der Westfront, sondern auch die Vorstellung, auf diese Weise die festgefahrene Ardennenoffensive wieder ins Rollen zu bringen. Diese Ansichten legte er am 28. Dezember 1944 in einer Ansprache vor den beteiligten Befehlshabern und Kommandeuren dar:

„Ich bin mit den Maßnahmen völlig einverstanden, die getroffen worden sind. Ich hoffe, dass es uns gelingen wird, besonders den rechten Flügel [im Raum Bitsch] schnell vorwärtszubringen, um die Eingänge nach Zabern zu öffnen, dann sofort in die Rheinebene hineinzustoßen und die amerikanischen Divisionen zu liquidieren. Die Vernichtung dieser amerikanischen Divisionen muss das Ziel sein. […] Schon die bloße Vorstellung, dass es überhaupt wieder offensiv vorgeht, hat auf das deutsche Volk eine beglückende Wirkung ausgeübt. Und wenn diese Offensive weitergeführt wird, wenn die ersten wirklich großen Erfolge sich zeigen […] können sie überzeugt sein, dass das deutsche Volk alle Opfer bringen wird, die überhaupt menschenmöglich sind. […] Ich möchte daher anschließend an Sie nur den Appell richten, dass Sie mit Ihrem ganzen Feuer, mit Ihrer ganzen Energie und mit Ihrer ganzen Tatkraft hinter diese Operation treten. Das ist mit eine entscheidende Operation. Ihr Gelingen wird absolut automatisch das Gelingen der zweiten [in den Ardennen] mit sich bringen. […] Wir werden das Schicksal dann doch meistern.“

## Deutsche Kräfte
Neben den am Oberrhein in den Bunkern des Westwalls eingesetzten Einheiten des Volkssturms und örtlichen Polizeikräften standen auf deutscher Seite auf dem Papier zahlreiche Divisionen, die jedoch in Teilen nur Regimentsstärke hatten und zum Teil unerfahren waren.

### 1. Armee
Einteilung in zwei Sturmgruppen, XIII. SS-Armeekorps als Sturmgruppe 1 für den Angriff westlich der Vogesen, LXXXX. Armeekorps und LXXXIX. Armeekorps als Sturmgruppe 2 für den Angriff auf dem Vogesenkamm.
| XIII. SS-Armeekorps                                                                           | LXXXX. Armeekorps                                             | LXXXIX. Armeekorps                                                                       | weitere Verbände der 1. Armee |
| --------------------------------------------------------------------------------------------- | ------------------------------------------------------------- | ---------------------------------------------------------------------------------------- | --- |
| - 19. Volksgrenadier-Division - 36. Volksgrenadier-Division - 17. SS-Panzergrenadier-Division | - 559. Volksgrenadier-Division - 257. Volksgrenadier-Division | - 361. Volksgrenadier-Division - 245. Infanterie-Division - 256. Volksgrenadier-Division | - 25. Panzergrenadier-Division - 21. Panzer-Division - 6. SS-Gebirgs-Division „Nord“ (wurde aus Norwegen unmittelbar nach Angriffsbeginn zugeführt) - 7. Fallschirmjäger-Division (wurde am 15. Januar zugeführt) - 11. Panzer-Division (seit dem 16. Januar im Orscholzer Riegel eingesetzt) - 47. Volksgrenadier-Division (wurde am 20. Januar zugeführt) |

### 19. Armee
| LXIV. Armeekorps | LXIII. Armeekorps                                                                                           | XIV. SS-Armeekorps | Armeereserve                                                        |
| --- | --- | --- | ------------------------------------------------------------------- |
| - 16. Volksgrenadier-Division - 189. Infanterie-Division - 198. Infanterie-Division - 708. Volksgrenadier-Division - Panzerbrigade 106 | - 159. Infanterie-Division - 259. Infanterie-Division - 338. Infanterie-Division - 716. Infanterie-Division | - 553. Volksgrenadier-Division - Pionier-Bataillon Nr. 405 (wurde ab 25. Januar zugeführt) - 10. SS-Panzer-Division (wurde ab 15. Januar zugeführt) | - 269. Infanterie-Division (wurde ab 15. Januar nach Osten verlegt) |

## Alliierte Pläne
Noch während die 3. US-Armee zur Abwehr der deutschen Ardennenoffensive umgliederte, wurden dem SHAEF (Supreme Headquarters, Allied Expeditionary Force) die Herausforderungen bewusst, die auf die 6. US-Heeresgruppe mit ihrem nunmehr überdehnten Frontabschnitt zukamen. In einer Folgediskussion am 26. Dezember 1944 teilte der kurz zuvor zum General of the Army beförderte Dwight D. Eisenhower dem Befehlshaber der 6. US-Heeresgruppe Jacob L. Devers mit, dass er zwecks Verkürzung der Front der 6. US-Heeresgruppe deren Rücknahme vom Oberrhein an den Vogesenkamm wünsche. Da weder diese Äußerung noch das nachfolgende Drängen des SHAEF einen förmlichen Befehlscharakter hatten und Devers nach dem Ardennen-Fiasko des alliierten militärischen Nachrichtenwesens Zweifel an der Lagebeurteilung von SHAEF hatte, sah er einen Rückzug nicht als dringlich an. Er ließ ihn nur planen statt ihn durchzuführen. Nach seiner Einschätzung, die auch von dem Befehlshaber der 7. US-Armee Alexander Patch geteilt wurde, war ein deutscher Angriff an der Saar am wahrscheinlichsten, zumal die mittlerweile in den Ardennen eingesetzte Panzer-Lehr-Division im Dezember 1944 hier einen Störangriff durchgeführt hatte. Als weitere, wegen des Geländes aber weniger wahrscheinliche Möglichkeit wurde ein Angriff entlang des Vogesenkammes angesehen, während ein deutscher Angriff in der Oberrheinebene wegen der von den Amerikanern hier gehaltenen Abschnitte der Maginotlinie als abwegig angesehen wurde.
Aus genannten Gründen plante Patch vier Auffangstellungen aus, auf die nacheinander ausgewichen werden konnte:
1. Stellungssystem der Maginot-Linie
2. Bitsch–Niederbronn–Moder
3. Bitsch–Ingweiler–Straßburg
4. Ostausläufer der Vogesen.

## Alliierte Kräfte
Die Alliierten verfügten auf dem Papier über weniger Divisionen als die Deutschen, hatten dafür aber eine bessere Personal- und Materiallage. Erfahrungs- und Ausbildungsstand unterschieden sich von Division zu Division erheblich; einige Verbände kämpften seit dem Italienfeldzug, während andere gerade neu aufgestellt worden und erst im November 1944 eingeführt waren. Letzteres traf insbesondere auf die französischen Verbände zu, von denen viele sich aus der Résistance rekrutierten. Einzelne amerikanische Divisionen befanden sich gerade erst in der Aufstellungsphase; die Infanterieregimenter waren bereits eingetroffen, während die Artillerieanteile sowie die Logistik noch zugeführt werden sollten.

### 7. US-Armee
| XV. US-Korps                                                                                      | VI. US-Korps | XXI. US-Korps (SHAEF-Reserve)                                                                                                  |
| ------------------------------------------------------------------------------------------------- | --- | --- |
| - 103rd Infantry Division - 44th Infantry Division - 100th Infantry Division - Kampfgruppe Harris | - Kampfgruppe Hudelson - 45th Infantry Division - Kampfgruppe Herren (70th Infantry Division) - Kampfgruppe Linden (42nd Infantry Division) - 79th Infantry Division | - 12th Armored Division - 14th Armored Division - 36th Infantry Division - 2e division blindée (später I. französisches Korps) |

### 1. Französische Armee
| I. Französisches Korps                                                                                         | II. Französisches Korps |
| --- | --- |
| - 1. Motorisierte Infanteriedivision - 3. Algerische Infanteriedivision - Brigade indépendante Alsace-Lorraine | - 1. Französische Panzerdivision - 2. Marokkanische Infanteriedivision - 4. Marokkanische Gebirgsdivision - 5. Panzerdivision - 9. Kolonial-Infanterie Division - 10. Infanteriedivision |

## Verlauf

### Angriff am Vogesenkamm, 1. bis 6. Januar

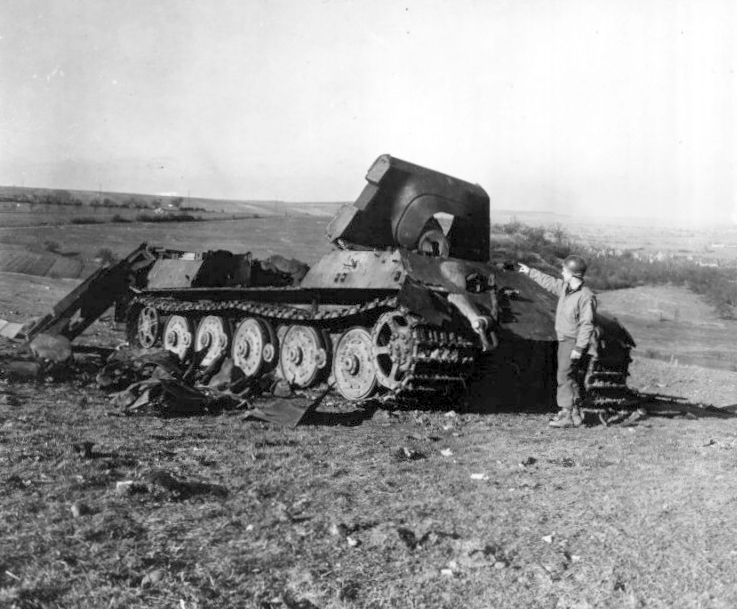
Am 5. Januar 1945 von einem US-Jagdpanzer bei Rimlingen abgeschossener Jagdtiger der Schweren Panzerjäger-Abteilung 653, die der 17. SS-Panzergrenadier-Division unterstellt war. Der Treffer brachte die Munition des Panzers zur Detonation.

Die Offensive, die von den Alliierten wegen schlechten Wetters nur ansatzweise aufgeklärt wurde, begann ohne Artillerievorbereitung – als Überraschungsangriff – in den letzten Abendstunden des 31. Dezembers 1944.
Der Angriff der Sturmgruppe 1 stieß auf die tiefgestaffelte Verteidigung der 44. und der 100. US-Infanteriedivision und blieb mit Ausnahme eines drei Kilometer tiefen Einbruches im Raum Bliesbrücken–Rimlingen liegen. Nachdem deutsche Angriffsspitzen am 3. Januar Großrederchingen genommen hatten und zeitweilig bis zur Ortschaft Achen durchgebrochen waren, kam dieser Angriff am 5. Januar endgültig zum Stehen.
Der Angriff der Sturmgruppe 2 war deutlich erfolgreicher. Der bergige und bewaldete Geländeabschnitt in den Vogesen wurde lediglich von der 'Task Force Hudelson' gehalten, die den angreifenden deutschen Kräften wenig entgegenzusetzen hatte. Nachteilig auf deutscher Seite wirkte sich dort aber die unterbliebene Aufklärung aus, wodurch die angreifenden Verbände orientierungslos waren. Die 361. Volksgrenadier-Division, die vor wenigen Wochen dort noch in Rückzugskämpfe verwickelt gewesen war, gewann dank ihrer Kenntnisse des Geländes am meisten Raum. Innerhalb der nächsten vier Tage kam die Sturmgruppe 2 immerhin 16 Kilometer voran.
Die Lageentwicklung bewog Blaskowitz und Obstfelder dazu, die Anfangserfolge der Sturmgruppe 2 zu nutzen und die gerade aus Norwegen herangeführte 6. SS-Gebirgs-Division „Nord“ dort einzusetzen. Dieser Verband, der deutlich den höchsten Einsatzwert aller deutschen Divisionen dieses Frontabschnittes aufwies, trat über die 257. und 361. Volksgrenadier-Divisionen auf Wingen und Wimmenau an. In den Morgenstunden des 4. Januar besetzten zwei Bataillone dieser Division Wingen und überrannten dabei einen amerikanischen Bataillonsgefechtsstand. Da ihnen jedoch mit ihrem Funklastwagen die Fernmeldeverbindungen abhandengekommen waren, konnten sie keine Verstärkungen anfordern. Amerikanische Gegenangriffe scheiterten zunächst, denn sie waren zunächst darauf ausgerichtet, lediglich eine Kompanie aus Wingen zu werfen.
Da jedoch kein Unterstützungsangriff seitens der 19. Armee/Heeresgruppe Oberrhein erfolgte, konnten die Amerikaner Kräfte aus Frontabschnitten am Oberrhein abziehen und zu weiteren Gegenangriffen auf Wingen ansetzen. Als der amerikanische Druck übermächtig wurde, setzten sich die mittlerweile abgekämpften deutschen Bataillone in der Nacht vom 6. zum 7. Januar aus Wingen ab.

### Straßburger Kontroverse
Die unklare Situation hinsichtlich des von Eisenhower angesonnenen Rückzugs hinter die Vogesen begann während des Angriffes auf Zabern politische Kreise zu ziehen. Noch am Nachmittag des 1. Januars rief der Chef des Stabes von SHAEF General Devers an und warf der 7. US-Armee Befehlsverweigerung vor, da sie nicht auf die Vogesen ausweiche. Devers gab hieraufhin an, dass die diesbezüglichen Vorbereitungen anliefen, wegen der Verhältnisse vor Ort aber Zeit benötigen würden. Noch am selben Tage teilte Devers Patch mit, dass seine Armee bis zum 5. Januar hinter die Vogesen ausweichen und die Oberrheinebene samt Straßburg aufgeben müsse. Patch begann unverzüglich mit der Umsetzung, indem er die im Zuge der Lauter eingesetzten Verbände nach Süden zurücknahm. Zeitgleich mit dem Befehl an Patch gab Devers diese Information über die französischen Verbindungsoffiziere an die französische Regierung weiter. Daraufhin protestierte de Gaulle in einem Brief an Devers. Hintergrund der französischen Haltung war vor allem die jüngere Geschichte des Elsass als Zankapfel zwischen Deutschland und Frankreich. Vor allem Straßburg, wo Claude Joseph Rouget de Lisle 1792 die Marseillaise komponiert hatte, besaß bei den Franzosen einen Stellenwert, der nur von der Hauptstadt Paris übertroffen wurde. Außerdem wurde befürchtet, dass eine erneute deutsche Besetzung Repressalien gegen diejenigen Teile der Bevölkerung nach sich ziehen würde, die nach der Einnahme durch die Alliierten am 23. November 1944 offen ihre Loyalität gegenüber Frankreich gezeigt hatten. Devers, der die Haltung Frankreichs teilte, entsandte daraufhin am 2. Januar seinen Chef des Stabes, Generalmajor Barr nach Paris zu Eisenhower, um klare Anweisungen zu erhalten. De Gaulle nahm auch Verbindung mit Roosevelt und Churchill auf und bestellte Eisenhower am 3. Januar zu einem Gespräch nach Paris, wo Churchill als Mediator fungierte. De Gaulle bezeichnete Eisenhowers Entscheidung als nationale Katastrophe, wohingegen Eisenhower an seiner Entscheidung zunächst festhielt und der französischen 1. Armee die Schuld gab, da sie bei der Zerschlagung des Brückenkopfes Elsass versagt habe. Hieraufhin drohte De Gaulle mit einem Ende der französischen Beteiligung bei SHAEF, während der ebenfalls anwesende General Alphonse Juin Andeutungen machte, Frankreich werde den Alliierten die Nutzung seines Eisenbahnnetzes verwehren. Eisenhower akzeptierte am Ende unter Churchills Lob die französischen Bedenken. Der ebenfalls anwesende Generalmajor Barr gab die Information sofort an Devers weiter, noch bevor die Entscheidung am 7. Januar in Form eines Communiques schriftlich fixiert wurde. Devers stoppte damit die Absetzbewegungen von der Lauter.

### Kämpfe in der Oberrheinebene

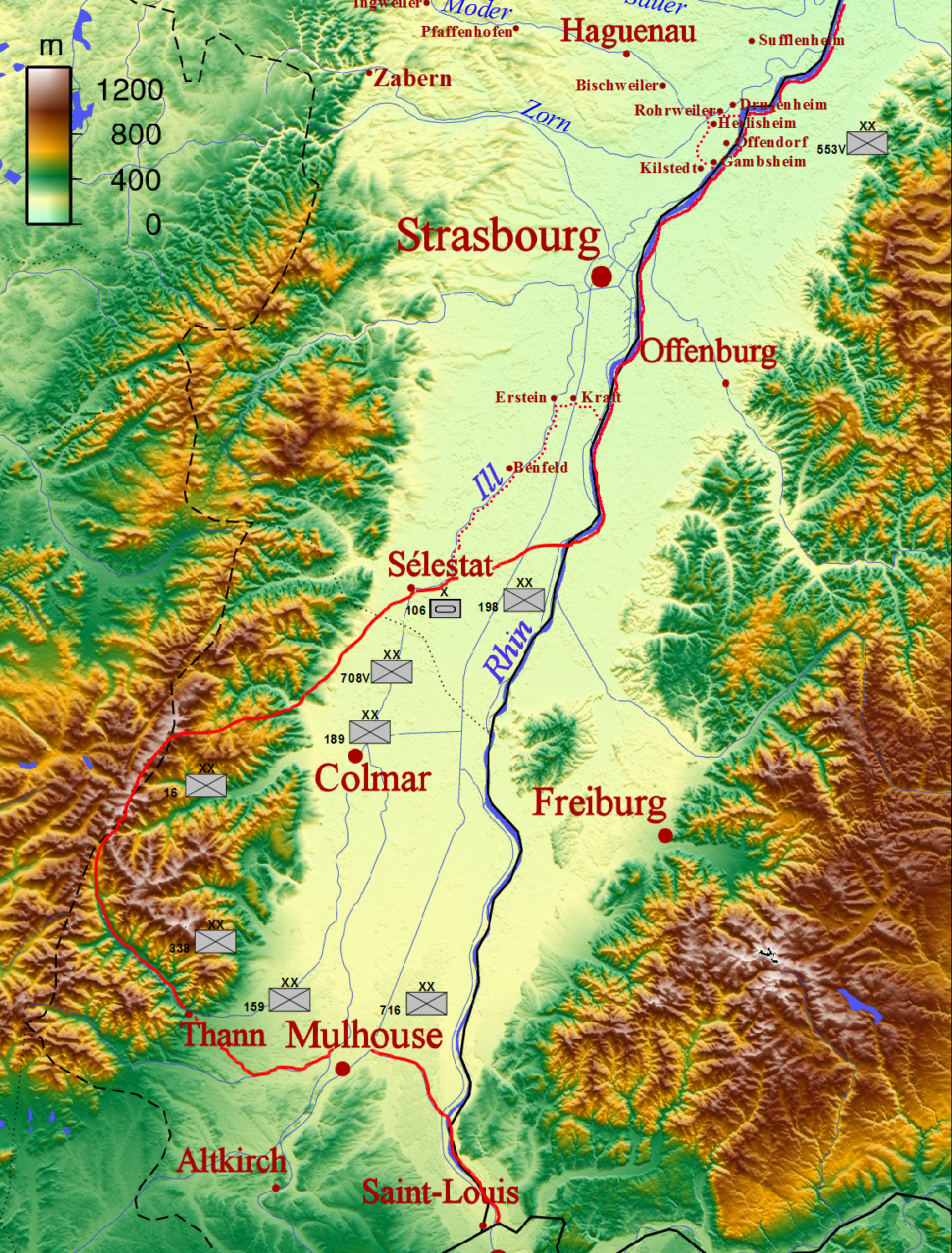
Lageentwicklung bei der 19. Armee: die durchgezogene rote Linie stellt den Frontverlauf am 31. Dezember 1944 dar, die rotpunktierte denjenigen am 12. Januar 1945

Nach der Räumung Wingens gab das OKW den Angriff im Zuge der Vogesen beziehungsweise westlich davon auf und verlagerte den Schwerpunkt. Die ursprüngliche Absicht der Heeresgruppe G, den Angriff nunmehr mit gepanzerten Kräften am Ostrand der Vogesen über das Zwischenziel Rothbach westlich Hagenau zu führen, wurde wegen der nachstehend beschriebenen Lageentwicklung im Frontabschnitt der 19. Armee aufgegeben, und zwar zugunsten eines Angriffes unmittelbar in der Oberrheinebene ostwärts von Hagenau.

#### Neuer Brückenkopf bei Gambsheim, 5. bis 10. Januar
Noch während des Angriffs der Sturmgruppe 2 auf Wingen gelang der der 19. Armee unterstellten 553. Volksgrenadier-Division, die von allen beteiligten deutschen Divisionen den niedrigsten Einsatzwert hatte, in der Nacht vom 4. auf den 5. Januar die Bildung eines Brückenkopfes am Zusammenfluss von Zorn und Moder bei Gambsheim. Da die amerikanischen Verbände – hier Task Force Linden – die Verteidigung dieses Frontabschnittes nur durch Spähtrupps sicherstellen konnten und da die Bevölkerung in dieser Region deutschfreundlich war, konnten die Soldaten der 553. Volksgrenadier-Division ungehindert in ihren Sturmbooten über den Rhein setzen, den Brückenkopf nach seiner Sicherung auf Herlisheim und Offendorf ausweiten und sich im Südwesten bis an den Ortsrand von Kilstedt vorschieben. Die Versorgung des Brückenkopfes wurde nachts durch Fährbetrieb sichergestellt, da eine Brücke Luftangriffen der alliierten Luftwaffe ausgesetzt gewesen wäre. Die Bedrohung aus diesem Brückenkopf wurde von den Alliierten als so gering eingeschätzt, dass sie die nächsten drei Tage keinen Versuch zu dessen Abriegelung unternahmen, wenngleich Patch dem Kommandeur des VI. US-Korps bereits am 6. Januar den Befehl zur Zerschlagung des Brückenkopfes gegeben hatte. Erst am 8. Januar setzte er Teile der 12. US-Panzerdivision auf den Brückenkopf an, und zwar Combat Command B (ein Manöverelement in Brigadestärke) gegen vermeintlich nur 500 bis 800 unorganisierte deutsche Infanteristen des Brückenkopfes. Tatsächlich befanden sich zu diesem Zeitpunkt bereits 3330 deutsche Soldaten – verstärkt durch Panzerabwehrkanonen – in gut ausgebauten Stellungen. Demgegenüber verringerte die schwache Infanteriekomponente der 12. US-Panzerdivision den Einsatzwert dieses Verbandes. Combat Command B trat am 8. Januar auf Herlisheim an. Zwar gelang es, mit Infanterie in Herlisheim einzudringen; da jedoch die amerikanischen Panzer von den deutschen Panzerabwehrkanonen in Schach gehalten werden konnten und zudem die Funkverbindung zu den Infanteristen abriss, räumten Letztere in den Morgenstunden des 10. Januar Herlisheim.

#### Unternehmen Sonnenwende, 8. bis 12. Januar
Die eigentliche Unterstützung der 19. Armee, Deckname Unternehmen Sonnenwende, bestand in einem Angriff ab 8. Januar 1945 durch die zwischen Rhein und Ill eingesetzte 198. Infanterie-Division, Teile der 269. Infanterie-Division und die Panzerbrigade 106 aus dem Brückenkopf Elsass auf Straßburg. Der betreffende Frontabschnitt war kurz zuvor von den Amerikanern an die 1. Französische Armee übergeben worden. Den deutschen Verbänden gelang es, sämtliche südöstlich der Ill eingesetzten französischen Kräfte zurückzuwerfen und so das Dreieck zwischen Ill und Rhein wieder unter ihre Kontrolle zu bringen. Hierbei wurden drei französische Kampfgruppen in Bataillonsstärke abgeschnitten und bis zum 13. Januar vernichtet. Gleichwohl gelang es den französischen Kräften, an der Ill im Zuge der Ortschaften Benfeld, Erstein und Kraft den deutschen Angriff am 12. Januar aufzufangen und zum Stehen zu bringen. Das eigentliche Ziel – die Einnahme Straßburgs – wurde nicht erreicht.

#### Kämpfe um Hatten-Rittershofen, 8. bis 20. Januar

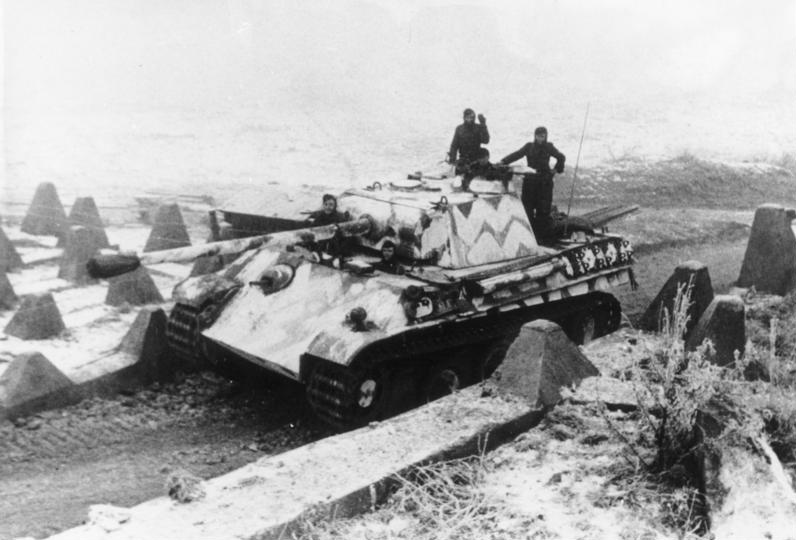
Ein Panther der 25. Panzergrenadier-Division beim Durchqueren einer Panzersperre des Westwalls bei Weißenburg, 6. Januar 1945

Die in der nordöstlichen Ecke des Elsass eingesetzten amerikanischen Streitkräfte hatten in Umsetzung des Rückzugsbefehls von Eisenhower bereits in den ersten Januartagen den Raum an der Lauter geräumt und somit Reipertsweiler und Weißenburg aufgegeben. Nach der Intervention de Gaulles bezogen sie an der Maginot-Linie die erste der geplanten Auffangstellungen. Lediglich im Raum Hatten gelang es am 8. Januar den aus dem Bienwald heraus nachdrängenden, zur Kampfgruppe Feuchtinger verschmolzenen 21. Panzer-Division und 25. Panzergrenadier-Division, über die Maginot-Linie hinaus vorzustoßen. Auf Drängen Himmlers bestand die Absicht des OKW nunmehr darin, über Hatten auf Hagenau vorzustoßen und sich im Raum Bischweiler mit den aus dem Brückenkopf Gambsheim entgegenstoßenden Kräften zu treffen, so das VI. US-Korps im Raum Sufflenheim einzuschließen und es dann zu vernichten, oder zumindest die alliierten Kräfte hier frontal zu binden, damit die am Vogesenkamm stehende Sturmgruppe 2 und die im Brückenkopf Gambsheim stehenden Kräfte – verstärkt durch die ursprünglich für Unternehmen Zahnarzt vorgesehenen Reserven – auf Hagenau vorstoßen und somit das VI. US-Korps einschließen konnten.
In der Folge wechselten Teile dieses Ortes und des benachbarten Rittershofen in erbitterten Kämpfen immer wieder den Besitzer, wobei weder Amerikaner noch Deutsche die Oberhand gewinnen konnten, obwohl Letztere vom 11. bis zum 15. Januar Verstärkung durch die 7. Fallschirmjäger-Division erhielten. Auch die Zivilbevölkerung hatte hohe Verluste zu beklagen, da sie von den Amerikanern nicht evakuiert wurde. Zeitgleiche Versuche, den ursprünglichen Angriff der Sturmgruppe 2 auf Zabern wieder vorzutragen, scheiterten, wenngleich der 6. SS-Gebirgs-Division „Nord“ am 16. Januar die Einschließung und Zerschlagung einer amerikanischen Kampfgruppe gelang. Unterdessen gelang es der 7. Fallschirmjäger-Division, sich am linken Rheinufer den Weg bis zum Brückenkopf Gambsheim freizukämpfen und so eine Landverbindung herzustellen. Die 7. Fallschirmjäger-Division wurde Ende Januar aus dem Frontabschnitt herausgezogen.

#### Patt bei Herlisheim, 16. bis 21. Januar

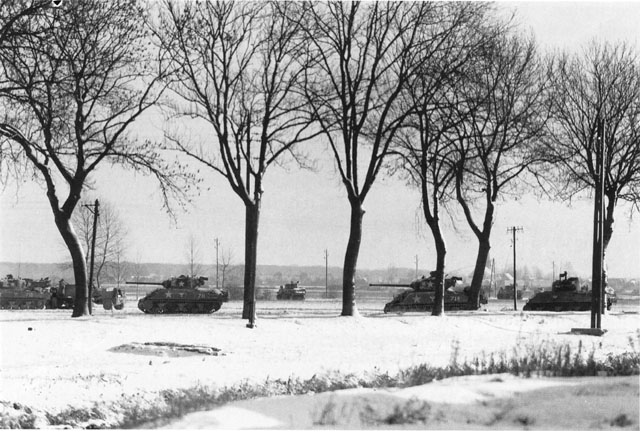
Teile der 12. US-Panzerdivision auf dem Marsch von Bischweiler nach Drusenheim, Januar 1945

Da am 10. Januar der Versuch von Combat Command B, den Brückenkopf von Gambsheim einzudrücken, gescheitert war, setzte der Kommandeur des VI. US-Korps am 13. Januar die gesamte 12. US-Division dort ein, die am 16. Januar erneut antrat, Combat Command B erneut auf Herlisheim und Combat Command A auf Offendorf und den nahe gelegenen Steinwald. Auch diesmal gelang es dem Combat Command B, in Herlisheim einzudringen, doch die Geländegewinne gingen durch einen deutschen Gegenangriff wieder verloren. Von den Amerikanern unbemerkt setzte die 10. SS-Panzer-Division in der Nacht vom 15. zum 16. Januar mit Fähren über den Oberrhein und bezog in dem Brückenkopf einen Verfügungsraum. Der Divisionsgefechtsstand wurde nach Offendorf verlegt und begann mit der Planung eines Ausbruches aus dem Brückenkopf für den 17. Januar. Dieser Angriff lief planmäßig vor dem Morgengrauen an und mündete in einem unentschiedenen Begegnungsgefecht mit dem ebenfalls (erneut) angreifenden Combat Command A. Es zeigte sich, dass in dem von Ortschaften, der Zorn sowie von Bahndämmen und Entwässerungsgräben durchzogenen Gelände der Einsatzwert von Panzern gering war und sie leicht eine Beute von Panzerabwehrkanonen und Panzerfäusten wurden. Auch ein Versuch von Combat Command B, Herlisheim nördlich zu umgehen, schlug fehl. Am 18. Januar gelang es der zur 10. SS-Panzer-Division gehörenden 3./SS-Panzerabteilung 10, ein in Herlisheim eingedrungenes US-Panzerbataillon zu zerschlagen, hierbei zehn Sherman-Panzer zu erbeuten und ein ebenfalls dort eingesetztes US-Infanteriebataillon aufzureiben. Am 19. Januar gelang bei Drusenheim die Zerschlagung eines weiteren, der 79. US-Infanteriedivision angehörenden Bataillons.
Die 3. Französische Infanteriedivision wies vom 17. bis zum 21. Januar Angriffe der 10. SS-Panzer-Division auf Kilstedt blutig ab.

#### US-Rückzug hinter die Moder, 20. und 21. Januar

Durch den Rückzug hinter die Moder bezog das VI. US-Korps eine klassische Sehnenstellung, von der es die letzten deutschen Angriffe leicht abwehren konnte

Trotz der Abwehrerfolge der Franzosen bei Kilstedt bestand die Gefahr, dass die 10. SS-Panzer-Division weiter nördlich aus dem Brückenkopf ausbrechen würde, wo sie gerade drei amerikanische Bataillone zerschlagen beziehungsweise aufgerieben hatte. Mit einem Vorstoß aus dem Raum Drusenheim nach Westen im Zuge des nördlichen Moderufers hätte sie die amerikanische Front bei Hatten und Rittershofen aus den Angeln heben können. Die Gefahr eines erneuten Angriffs der Sturmgruppe 2 sowie der kräftezehrende Kampf um Hatten und Rittershofen vervollständigte ein Lagebild, wonach der Frontbogen des VI. US-Korps langsam unhaltbar wurde. Zwar wurden durch die Beseitigung des deutschen Frontvorsprunges in den Ardennen die 101. US-Fallschirmjägerdivision und die 28. US-Infanteriedivision frei und in den Elsass verlegt, doch verzögerten schlechte Witterungsbedingungen das Eintreffen dieser Verstärkungen. Es gelang Patch, Devers Einverständnis für einen Rückzug zu erwirken, mit dem das Korps am Südufer von Rotbach, Moder und Zorn im Zuge einer deutlich verkürzten Frontlinie die zweite Auffangstellung beziehen konnte.
Die Absetzbewegung begann in der Nacht vom 20. auf den 21. Januar und wurde durch schlechtes Wetter begünstigt; deutsche Truppen bemerkten den Rückzug erst, als er bereits erfolgt war. Sie drängten am 22. Januar nach und erweiterten die Landverbindung zum Brückenkopf Gambsheim.

#### Nachdrängen deutscher Kräfte bis zum 25. Januar

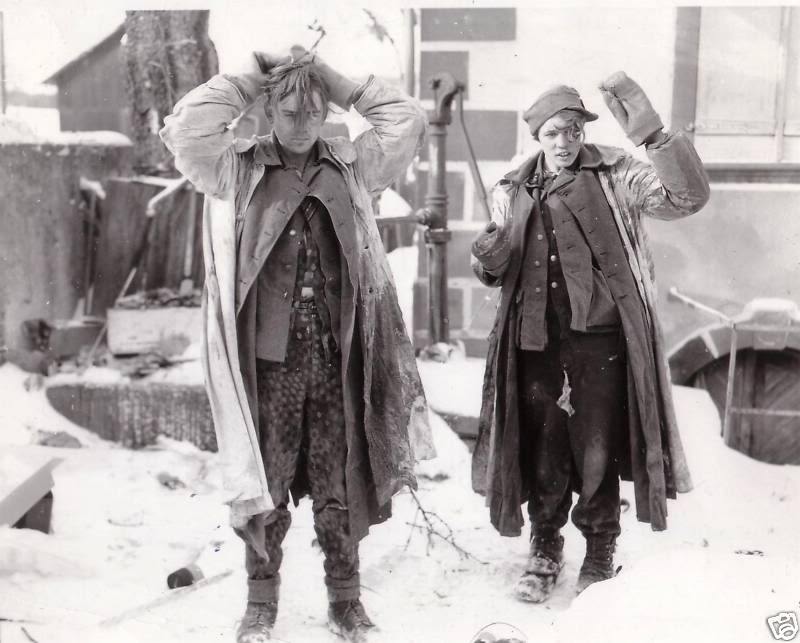
Minderjährige deutsche Soldaten werden bei Schillersdorf im Elsass gefangen genommen, Januar 1945

Der Rückzug der alliierten Kräfte führte zur Preisgabe von großen Abschnitten der Maginot-Linie. Deutsche Kräfte waren damit ihrem Operationsziel Zabern so nah wie während der Kämpfe um das Zwischenziel Wingen. Daher bestand unverändert die deutsche Absicht, auf Zabern vorzustoßen. Durch die Geländegewinne ermutigt, unternahmen deutsche Kräfte unmittelbar danach den vergeblichen Versuch, Hagenau und Bischweiler zu nehmen. In der Nacht vom 24. auf den 25. Januar traten Teile von drei deutschen Divisionen im Raum zwischen Neuburg und Schweighausen an, wurden nach Anfangserfolgen aber zurückgeschlagen. Ebenfalls am 25. Januar wurden Angriffe der 6. SS-Gebirgs-Division „Nord“ auf Bischholz und Schillersdorf abgewehrt. Zu diesem Zeitpunkt war angesichts des Zusammenbruchs der deutschen Front im Osten eine Fortsetzung der Angriffe nicht mehr möglich. Hitler befahl daher, die Offensive einzustellen. In der Folge wurden am 27. Januar die 21. Panzer-Division und die 25. Panzergrenadier-Division herausgezogen und an die Ostfront verlegt, die 10. SS-Panzer-Division folgte im Februar.

## Folgen
Nach dem Abschluss der Offensive hielten deutsche Kräfte wieder rund 40 Prozent des Elsass besetzt. Als taktische Erfolge konnten sie eine Verkürzung der Front und im Vergleich zu den Alliierten geringere Verluste verbuchen. Strategische Erfolge blieben ihnen jedoch versagt; eine Zerschlagung nennenswerter alliierter Kräfte gelang ihnen ebenso wenig wie die Einnahme Straßburgs.
Durch das Ausweichen hinter die Moder verschafften sich die alliierten Kräfte sogar die Handlungsfreiheit für einen Angriff auf den Brückenkopf Elsass, der zur Zerschlagung mehrerer deutscher Divisionen in den Vogesen und zur Beseitigung ebendieses Brückenkopfes am 9. Februar 1945 führte. In diesem Zeitraum wurden auch Teile des ehemaligen Gambsheimer Brückenkopfes zurückerobert, während das Gebiet zwischen Moder und den deutschen Ausgangsstellungen erst während Operation Undertone im März 1945 von deutschen Truppen geräumt wurde.
Strategisch gesehen band das Unternehmen Nordwind – ähnlich wie der Verbleib deutscher Verbände in den Ardennen – Kräfte, die angesichts des Zusammenbruches der Ostfront dort sehr viel dringender benötigt worden wären; Nordwind wurde erst zu einem Zeitpunkt abgebrochen, als die Rote Armee bereits die Hälfte von Ostpreußen überrannt (Ostpreußische Operation ab 13. Januar 1945) und Posen eingeschlossen hatte. Diese Lageentwicklung konnte durch die Verlegung der vormals im Elsass eingesetzten Divisionen nicht mehr rückgängig gemacht werden.
Sämtliche taktischen Erfolge hätten durch die Räumung des Brückenkopfes Elsass zu einem deutlich geringeren Preis erkauft werden können. Die erbitterten Kämpfe vermochten am Ausgang des Krieges nichts zu ändern. Sie erhielten jedoch auch nach dem Scheitern der Ardennenoffensive bei den Westalliierten den Eindruck aufrecht, das Dritte Reich sei noch nicht am Ende seiner Kräfte.
Die Straßburger Kontroverse war mitursächlich für den von de Gaulle 1966 vollzogenen teilweisen Bruch mit der NATO und nährte selbst in der Bundesrepublik Deutschland Zweifel am amerikanischen Beistand im Falle eines sowjetischen Angriffes.